# Tour de Faso
El Tour de Faso (en francès Tour du Faso) és una competició ciclista per etapes que es disputa anualment a Burkina Faso. La primera edició es disputà el 1987. És una de les principals curses ciclistes d'Àfrica junt amb la Volta al Marroc.
Fins al 2008 l'organitzador fou l'Amaury Sport Organisation, la mateixa empresa que organitza el Tour de França. Des del 2009 la cursa passà a ser organitzada per l'estat burkinès.

## Palmarès
| Any  | Vencedor                 | Segon                       | Tercer                  |
| ---- | ------------------------ | --------------------------- | ----------------------- |
| 1987 | Igor Luchinko            | Oleg Vassiliev              | Sayouba Zongo           |
| 1988 | Mady Kaboré              | Souleymane Belem            | Sayouba Zongo           |
| 1989 | Maxime Ouedraogo         | Moussa Ouedraogo            | Amadou Amani            |
| 1990 | Aimé Zongo               | Saïdou Rouamba              | Maxime Ouedraogo        |
| 1991 | Saïdou Rouamba           | Bernard Wyina               | Moussa Ouedraogo        |
| 1992 | Philippe Lepeurien       | Jean-Marie Tognini          | Aimé Zongo              |
| 1993 | Maurice Sawadogo         | Ernest Zongo                | Guendour Oumar          |
| 1994 | Karim Yameogo            | Maurice Sawadogo            | Sylvain Tondé           |
| 1995 | Ernest Zongo             | ?                           | ?                       |
| 1996 | Guido Fulst              | Michael Link                | Sven Landwehrkamp       |
| 1997 | Ernest Zongo             | Jean-Baptiste Kouassi       | Nourgo Bamba            |
| 1998 | Jacques Castan           | Kurt Van Landeghem          | Patrick Chevalier       |
| 1999 | Saïd Mosry Sald          | Ondrej Slobodnik            | Mohammed Kholafy        |
| 2000 | Mychajlo Chalilov        | Dimitri Pavi Degl'Innocenti | Karl Pauwels            |
| 2001 | Joost Legtenberg         | Abdelatif Saadoune          | Maarten Tjallingii      |
| 2002 | Abdelati Saadoune        | Alexandre Lecocq            | Hamado Pafadnam         |
| 2003 | Maarten Tjallingii       | Thierry David               | Kay Kermer              |
| 2004 | Sawadogo Abdul Wahab     | Thierry David               | Michle Lelievre         |
| 2005 | Rabaki Jeremie Ouedraogo | Saïdou Rouamba              | Karel Pattyn            |
| 2006 | David Verdonck           | Martinien Tega              | Julien Gonnet           |
| 2007 | Adil Jelloul             | Sadrak Teguimaha            | Mouhssine Lahsaini      |
| 2008 | Guy Smet                 | Laurent Donnay              | Sadrak Teguimaha        |
| 2009 | Abdelati Saadoune        | Mouhcine Lahsaini           | Mohammed Said Elammoury |
| 2010 | Julien Schick            | Rasmane Ouedraogo           | Damien Leguay           |
| 2011 | Hamidou Zibweiba         | Martinien Tega              | Rasmane Ouedraogo       |
| 2012 | Rasmané Ouedraogo        | Abdoul Aziz Nikiema         | Leander Schreurs        |
| 2013 | Abdoul Aziz Nikiema      | Issiaka Cissé               | Yannick Lontsi          |
| 2014 | No disputat              |                             |                         |
| 2015 | Mouhassine Lahsaini      | Mohamed Er Rafai            | Mathias Sorgho          |
| 2016 | Harouna Ilboudo          | Vincent Graczyk             | Zemenfes Solomon        |
| 2017 | Salah Eddine Mraouni     | Simon Musie                 | Mathias Sorgho          |
| 2018 | Mathias Sorgho           | Sjors Handgraaf             | Dieter Bouvry           |
| 2019 | Dário António            | Bruno Araújo                | Jonas Döring            |
| 2020 | suspès                   | suspès                      | suspès                  |
| 2021 | Daniel Bichlmann         | Oussama Khafi               | Souleymane Koné         |
| 2022 | No disputat              | No disputat                 | No disputat             |
| 2023 | Paul Daumont             | Rutger Wouters              | Achraf Ed Doghmy        |